# Granja de Jesse Pickens Pugh
La Granja de Jesse Pickens Pugh es una histórica granja de 289 acres (117 ha) de extensión ubicada cerca de Grove Hill en la zona rural del condado de Clarke, Alabama, Estados Unidos.

## Historia
Jesse Pickens Pugh nació el 17 de abril de 1829 en el condado de Clarke, Alabama. Era hijo de Isaac Pugh, nacido en 1785 en Georgia, y Hanna Baskin, nacida en 1793 en Carolina del Sur. Isaac y Hanna Pugh se establecieron en lo que se convertiría en el condado de Clarke en 1810, antes del establecimiento del condado dentro del Territorio de Misisipi y la consiguiente Guerra  Creek. Su abuelo paterno, Elijah Pugh de Carolina del Norte y Georgia, lo siguió en 1811 y se estableció en tierras contiguas. Elijah Pugh era un veterano de la Guerra de Independencia.
Jesse Pickens Pugh se casó con Sophia Bettis, quien nació en 1839, el 8 de enero de 1858 en el condado de Clarke. Juntos establecieron su residencia y tuvieron diez hijos, nueve de los cuales vivieron hasta la edad adulta. Jesse Pickens Pugh murió el 12 de marzo de 1929 y está enterrado en el cementerio de la familia Pugh.

## Descripción
La granja contiene siete edificios contribuyentes, dos sitios contribuyentes y una estructura contribuyente. Estos incluyen una cabaña con techo de medio asfalto que se construyó en 1865, dependencias agrícolas, campos agrícolas y entierros. El complejo fue incluido en el Registro Nacional de Lugares Históricos el 28 de julio de 1999, debido a su importancia arquitectónica.